# Provinciale weg 563
De provinciale weg 563 (N563) is een voormalige provinciale weg tussen de dorpen Heythuysen en Baexem in de Nederlandse provincie Limburg. De vier kilometer lange kernenverbindingsweg werd in 2000 aan de gemeente Heythuysen overgedragen omdat de weg geen functie meer vervult in het regionaal verbindend wegennet. Het wegnummer is officieel verdwenen en het wordt dan ook niet op de bewegwijzering aangegeven.

## Traject
De N563 begon in Heythuysen als zijweg van de N279. Vervolgens liep de weg dwars door dit dorp heen. 
Na het verlaten van de bebouwde kom vervolgde de weg zijn route door het agrarische gebied tussen Baexem, Heythuysen en Horn. Daarna bereikt de weg Baexem. Na ook dit dorp dwars doorkruist te hebben bereikt de N563 zijn eindpunt op de rotonde met de N280.
N62 · N69 · N251 · N252 · N253 · N254 · N255 · N256/A256 · N257 · N258 · N260 · N261 · N262 · N263 · N264 · N266 · N267 · N268 · N269 · N270/A270 · N271 · N272 · N273 · N274 · N275 · N276 · N277 · N278 · N279 · N280 · N281 · N282 · N283 · N284 · N285 · N286 · N287 · N288 · N289 · N290 · N291 · N292 · N293 · N294 · N295 · N296 · N296n · N297 · N298 · N300 · N321 · N322 · N324 · N329 · N389 · N394 · N395 · N396 · N397

N556 · N562 · N564 · N570 · N572 · N590 · N595 · N598 · N601 · N602 · N605 · N607 · N612 · N613 · N615 · N616 · N617 · N618 · N620 · N622 · N625 · N629 · N631 · N632 · N637 · N638 · N639 · N640 · N641 · N651 · N652 · N653 · N654 · N655 · N656 · N658 · N659 · N660 · N661 · N662 · N663 · N664 · N665 · N666 · N667 · N668 · N669 · N670 · N671 · N673 · N674 · N675 · N676 · N682 · N683 · N686 · N689 · N690 · N831 · N843

Voormalige provinciale wegen: N299 · N551 · N552 · N553 · N554 · N555 · N560 · N561 · N563 · N565 · N566 · N567 · N568 · N571 · N574 · N580 · N581 · N582 · N583 · N584 · N585 · N586 · N587 · N588 · N589 · N591 · N592 · N593 · N594 · N596 · N597 · N603 · N604 · N606 · N608 · N610 · N611 · N614 · N619 · N621 · N623 · N624 · N626 · N628 · N630 · N634 · N642 · N657